# 511
511 (DXI, na numeração romana) foi um ano comum do século VI do Calendário Juliano, da Era de Cristo, teve início a um Sábado e terminou também a um Sábado, e a sua letra dominical foi B (52 semanas).
| Ano completo                   |
| ------------------------------ |
| Ano comum com início ao sábado |

## Eventos
- Partilha do reino franco entre os filhos de Clóvis I, segundo o antigo costume.

## Mortes
- 27 de novembro - Clóvis I, rei dos francos, primeiro rei dos francos a unir totalmente a nação bárbara
- Gesaleico, rei visigodo